# المراولة (مناخة)

تعديل مصدري - تعديل

المراولة هي إحدى قرى عزلة بني جربن بمديرية مناخة التابعة لمحافظة صنعاء، بلغ تعداد سكانها 142 نسمة حسب تعداد اليمن لعام 2004.